# Islanders de Charlottetown
Pour les articles homonymes, voir Islanders.
Les Islanders de Charlottetown sont une franchise de hockey sur glace du Canada qui évolue dans la Ligue de hockey junior Maritimes Québec.

## Histoire
L'équipe est issue en 2003 du déménagement du Rocket de Montréal à Charlottetown dans l'Île-du-Prince-Édouard en 2003 et porte alors le nom de Rocket de l'Île-du-Prince-Édouard. Pour la saison 2013-2014, l'équipe est renommée Islanders de Charlottetown.
Le club dispute ses matchs locaux dans la patinoire Charlottetown Civic Centre.

## Logo

Logo du Rocket de l'Île-du-Prince-Édouard de 2003 à 2013.
Logo des Islanders de Charlottetown depuis 2013.

## Résultats
| Saison    | PJ | V  | D  | N | DP | DTB | % V  | BP  | BC  | Pts | Classement                     | Séries éliminatoires       |
| --------- | -- | -- | -- | - | -- | --- | ---- | --- | --- | --- | ------------------------------ | -------------------------- |
| 2003-2004 | 70 | 40 | 19 | 5 | 6  | -   | 65   | 251 | 189 | 91  | 3e de la division Atlantique   | Éliminés au 2e tour        |
| 2004-2005 | 70 | 24 | 39 | 7 | 0  | -   | 39,3 | 198 | 260 | 55  | 4e de la division Atlantique   | Non qualifiés              |
| 2005-2006 | 70 | 25 | 38 | - | 4  | 3   | 40,7 | 221 | 304 | 57  | 7e de la division Est          | Éliminés au 1er tour       |
| 2006-2007 | 70 | 36 | 26 | - | 2  | 6   | 57,1 | 278 | 250 | 80  | 4e de la division Est          | Éliminés au 1er tour       |
| 2007-2008 | 70 | 30 | 36 | - | 2  | 2   | 45,7 | 243 | 247 | 64  | 7e de la division Est          | Éliminés au 1er tour       |
| 2008-2009 | 68 | 26 | 32 | - | 5  | 5   | 45,6 | 229 | 243 | 62  | 4e de la division Atlantique   | Éliminés au 1er tour       |
| 2009-2010 | 68 | 35 | 25 | - | 2  | 6   | 57,3 | 215 | 224 | 78  | 4e de la division Atlantique   | Éliminés au 1er tour       |
| 2010-2011 | 68 | 33 | 26 | - | 3  | 6   | 55,1 | 217 | 220 | 75  | 4e de la division Maritimes    | Éliminés au 1er tour       |
| 2011-2012 | 68 | 19 | 43 | - | 2  | 4   | 32,4 | 205 | 320 | 44  | 6e de la division Maritimes    | Non qualifiés              |
| 2012-2013 | 68 | 41 | 23 | - | 3  | 1   | 63,2 | 262 | 229 | 86  | 3e de la division Maritimes    | Éliminés au 1er tour       |
| 2013-2014 | 68 | 21 | 39 | - | 3  | 5   | 36,8 | 186 | 256 | 50  | 5e de la division Maritimes    | Éliminés au 1er tour       |
| 2014-2015 | 68 | 35 | 28 | - | 1  | 4   | 55,1 | 226 | 243 | 75  | 2e de la division Maritimes    | Éliminés au 2e tour        |
| 2015-2016 | 68 | 35 | 26 | - | 5  | 2   | 56,6 | 227 | 232 | 77  | 4e de la division Maritimes    | Éliminés au 2e tour        |
| 2016-2017 | 68 | 46 | 18 | - | 4  | 0   | 70,6 | 303 | 214 | 96  | 2e de la division Maritimes    | Éliminés au 3e tour        |
| 2017-2018 | 68 | 37 | 24 | - | 7  | 0   | 59,6 | 209 | 219 | 81  | 3e de la division Maritimes    | Éliminés au 3e tour        |
| 2018-2019 | 68 | 40 | 21 | - | 4  | 3   | 64   | 233 | 211 | 87  | 2e de la division Maritimes    | Éliminés au 1er tour       |
| 2019-2020 | 64 | 33 | 26 | - | 5  | 0   | 55,5 | 197 | 205 | 71  | 3e dans la division Maritimes  | Séries annulées (Covid-19) |
| 2020-2021 | 40 | 35 | 5  | - | 0  | 0   | 87,5 | 197 | 89  | 70  | 1er dans la division Maritimes | Éliminés au 3e tour        |
| 2021-2022 | 68 | 48 | 13 | - | 7  | 0   | 75,7 | 283 | 179 | 103 | 1er dans la division Maritimes | Finalistes                 |
| 2022-2023 | 68 | 26 | 33 | - | 6  | 3   | 44,9 | 189 | 267 | 61  | 4e dans la division Maritimes  | Éliminés au 1er tour       |
| 2023-2024 | 68 | 26 | 34 | - | 6  | 2   | 44,1 | 208 | 267 | 60  | 5e dans la division Maritimes  | Éliminés au 1er tour       |

## Joueurs
Numéros retirés
- 9 - Maurice Richard
- 22 - Pierre-André Bureau